# Fellagha
Der Ausdruck Fellagha (arabisch فلاقة Fellāqa ‚Räuber‘, Mehrzahl Fellāq / فلاق) bezeichnet die arabischen Kämpfer gegen die französische Herrschaft in Algerien und Tunesien in den 1950er Jahren. 
Das Wort wanderte aus dem Arabischen als Fellouze in das Französische. Im Unabhängigkeitskampf erfuhr es in Tunesien und Algerien einen positiven Bedeutungswandel und bezeichnet gleichsam als Ehrentitel die Freiheitskämpfer dieser Zeit.